# 官庁会計
官庁会計（かんちょうかいけい）とは、国及び地方公共団体で行われている会計をいい、公会計（こうかいけい）ともいう。一般会計、特別会計及び公営企業会計の3種類からなる。

## 官庁会計の根拠
官庁会計は、企業会計と違い、会計の方法については法令により定められている。

### 国の会計
財政法を背景に会計法が制定され、詳細については予算決算及び会計令により実施される。

### 地方公共団体の会計
地方自治法に基づいて会計が行われ、詳細については条例・規則に規定されている。従来、公営企業会計を除き、一般会計・特別会計は、会計年度独立の原則を単純に援用し単年度会計、単式簿記であったが、最近はバランスシートを導入して、長期的な収支（収支の実態）を把握しようとする自治体が増加している。

## 領域
国・地方公共団体における会計には、次の3種類の主要領域がある。
財産会計国有又は公有の不動産を処理する会計領域
動産会計国有又は公有の動産を処理する会計領域
現金会計現金収支を処理する会計領域

## 会計の区分
一般会計
特別会計に属さないすべての会計（財政法第13条第1項、地方自治法第209条第1項）
特別会計
国や地方公共団体が特定の事業を行う場合、その他特定の歳入を持って特定の歳出に充て一般の歳入歳出と区分して経理する必要がある場合において、法令で個別の会計を設置して特別の経理をする会計（財政法第13条第2項、地方自治法第209条第2項）
公営企業会計
国・地方公共団体が営む公営企業（水道事業、鉄道事業など）が行う会計で、基本的に企業会計に則って行われるが、公共的な事業であることから、一般の企業会計と異なるところがある。
普通会計
総務省が所管する「地方財政状況調査」（通称「決算統計」）において、統計上の比較を可能にするために作られる会計。地方自治法では、「一般会計」「特別会計」の立て方が定義されておらず、一般会計に包含する予算内容は自治体ごとに決められる。そのため、自治体の一般会計決算をそのまま比較しても意味を成さない。このため、決算統計では、特別会計に属するべき事業を「公営事業会計」（「公営企業会計」ではないことに注意）、普通会計を「公営事業会計以外の会計を総合して一つの会計としてまとめたもの」と定義し、自治体どうしの横の比較を可能とし、さらに過去の決算との縦の比較においても支障ないようにしている。地方債マーケットに重大な影響を与える財政指標も、この普通会計決算をベースに算出されることから、対外的な影響は大きい。ただし、自治体現場では一般会計・特別会計の決算数値をいったん確定した後、それを操作して普通会計を作成するという“二度手間”をかけていることから、自治体決算が適時性（タイムリネス）を欠く原因ともなっている。
公営事業会計
地方公共団体が営む公営企業や公営事業などに関する会計の総称